# Distribució gamma inversa

Funció de densitat de probabilitat per diferents paràmetres α i β.

En teoria i estadística de probabilitats, la distribució gamma inversa és una família de dos paràmetres de distribucions de probabilitat contínues sobre la línia real positiva, que és la distribució del recíproc d'una variable distribuïda segons la distribució gamma.

Funció de distribució de probabilitat per diferents paràmetres α i β.

Potser l'ús principal de la distribució gamma inversa es troba a l'estadística bayesiana, on la distribució sorgeix com a distribució posterior marginal per a la variància desconeguda d'una distribució normal, si s'utilitza un a priori no informatiu, i com un a priori conjugat analíticament tractable, si és informatiu, és necessari prèviament. És comú entre alguns bayesians considerar una parametrització alternativa de la distribució normal en termes de precisió, definida com el recíproc de la variància, que permet que la distribució gamma s'utilitzi directament com a conjugat a priori. Altres bayesians prefereixen parametritzar la distribució gamma inversa de manera diferent, com una distribució chi quadrat inversa escalada.
Funció de densitat de probabilitat
La funció de densitat de probabilitat de la distribució gamma inversa es defineix sobre el suport {\displaystyle x>0}
{\displaystyle f(x;\alpha ,\beta )={\frac {\beta ^{\alpha }}{\Gamma (\alpha )}}(1/x)^{\alpha +1}\exp \left(-\beta /x\right)}
amb paràmetre de forma {\displaystyle \alpha } i paràmetre d'escala {\displaystyle \beta }. Aquí {\displaystyle \Gamma (\cdot )} denota la funció gamma.
A diferència de la distribució Gamma, que conté un terme exponencial una mica similar, {\displaystyle \beta } és un paràmetre d'escala ja que la funció de distribució compleix:
{\displaystyle f(x;\alpha ,\beta )={\frac {f(x/\beta ;\alpha ,1)}{\beta }}}